# Al-Walid ibn al-Mughira
Al-Walid ibn al-Mughira ibn Abd Allah fou un membre del clan Makhzum de la Meca preislàmica, opositor de Muhammad i oncle d'Abu Djahl Amr ibn Hisham ibn al-Mughira un altre opositor mort just a l'inici de l'hègira. Defensor dels interessos aristocràtics del seu clan, gaudia d'una posició de prosperitat. És esmentat diverses vegades com un dels membres del quraixites que es va oposar al Profeta, però va donar prova de magnanimitat.
Va morir a la Meca el 622 i tres dels seus set fills van adoptar l'Islam.